# Chambre de commerce française en Allemagne
La chambre de commerce et d'industrie française en Allemagne (CCFA) est l'une des 112 chambres de commerce et d’industrie françaises à l’étranger (CCIFE).
À ce titre elle est membre de l’Union des Chambres de Commerce et d’Industrie Françaises à l’Etranger (UCCIFE). Elle est un organisme chargé de représenter les intérêts des entreprises commerciales, industrielles et de service françaises en Allemagne et de leur apporter certains services. C'est une association de droit privé fonctionnant en autofinancement qui gère  en outre des équipements au profit de ces entreprises.

## Service aux entreprises
- Aide à l'implantation en Allemagne
- Recherche de partenaires commerciaux
- Aide au recrutement
- Conseil interculturel franco-allemand
- Assistance technique

## Gestion d'équipements
- Location de bureaux à Sarrebruck et Francfort-sur-le-Main

## Historique
Implantée depuis 50 ans à Sarrebruck, en Allemagne, initialement en tant que club d'affaires, la CCFA a évolué au fil des ans pour devenir un organisme d'appui stratégique et opérationnel pour les entreprises françaises qui souhaitent s'implanter en Allemagne ainsi que pour les allemandes en France.